# WTFPL
Pour les articles homonymes, voir WTF.
La WTFPL, abréviation de « Do What The Fuck You Want to Public License » (littéralement, « Licence publique Foutez-en ce que vous voulez ») est une licence libre non-copyleft.
Elle permet la libre redistribution et modification d'une œuvre sans aucune restriction, ce qui la rend similaire au domaine public.

## Présentation et historique

### Contexte d'apparition

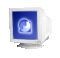
L'une des icônes de Kemiyatorn, la première œuvre à être placée sous licence WTFPL.

La WTFPL a été créée en mars 2000 par Banlu Kemiyatorn, un graphiste thaïlandais connu pour les icônes qu'il a dessinées pour la version 0.62.0 de Window Maker,.
Lors de la création de la WTFPL en mars 2000, il existait beaucoup moins de licences qu'aujourd'hui. Deux licences majeures coexistaient : la licence GPL, et la licence BSD.
Ces deux licences ont des propriétés distinctes :
- la GPL est une licence copyleft ou héréditaire : toute œuvre dérivée d'une œuvre sous licence GPL doit également être sous licence GPL ;
- la BSD est une licence libérale, mais demandant des formalités en matière de crédit des auteurs.

Les partisans de la licence GPL et ceux de la licence BSD s’échangent alors des arguments de façon vive, parfois frisant le fanatisme religieux, à tel point que ces échanges sont qualifiés de « guerre de religion ».
Un des points de cette querelle est l'inexistence d'une licence réellement libre, non frappée de restrictions ; c'est à ce moment et dans le but d'en proposer une, tout en insistant sur l'exaspération provoquée par ces guerres de religion que sort la WTFPL, apparue en octobre 2000.
D'autres licences poursuivent une finalité similaire. Dans un premier temps sortent des licences spécialisées pour les logiciels, comme la licence MIT en 1988, et les nouvelles licences BSD retirant les clauses jugées problématiques pour les logiciels.
En décembre 2007, l'organisation Creative Commons crée une licence plus adaptée aux autres œuvres protégées par le droit d'auteur, la Licence CC0, qui vise à offrir dans un texte long des effets identiques à la WTFPL et à la dédication dans le domaine public, avec maintes précautions pour en assurer la validité devant l'ensemble des juridictions.

### Dates
| Version   | Auteur           | Date          |
| Version 1 | Banlu Kemiyatorn | Mars 2000     |
| Version 2 | Samuel Hocevar   | Décembre 2004 |

## Validité et reconnaissance
La licence offre les droits les plus larges en matière de réutilisation de l'œuvre, autorisant toute exploitation patrimoniale à toutes fins.
En cela, l'utilisation d'une œuvre sous WTFPL est similaire à celle d'une œuvre dans le domaine public.
La licence, bien que formulée d'une façon pouvant être considérée comme humoristique, est un contrat légalement valide entre l'auteur et le preneur de licence.
En 2002, Bradley M. Kuhn, à cette époque directeur exécutif de la Free Software Foundation (FSF), indique qu'un code sous WTFPL peut être incorporé dans un programme GPL. Le projet GNU la mentionne ainsi dans une liste de licences de logiciels libres compatibles avec la GPL.
De même, le projet Fedora, distribution Linux upstream (en) pour RedHat et CentOS, la reconnaît compatible avec les versions 2 et 3 de la GPL, et la classe parmi « les bonnes licences » (en anglais : « Good Licenses »), pouvant être utilisées dans le projet,.
Toutefois, l'Open Source Initiative (OSI), qui compile et publie une liste des licences open source, considère que la licence est trop proche d'une mise volontaire de l'œuvre par l'auteur dans le domaine public, possibilité qui existe aux États-Unis, mais pas en Europe. Lors de la réunion du board du 4 mars 2009, une recommandation, par la suite suivie, de rejet de la licence est émise.
Lorsqu'utilisée pour un logiciel, la licence n'offre pas de disclaimer sur la non adéquation du logiciel à un usage particulier, ce que d'autres licences open source, mais pas toutes, proposent, sous la forme d'une clause de non garantie. La FAQ de la licence suggère à ceux le souhaitant de rajouter une telle clause, et en fournit un exemple. Il n'est pas établi en 2014 si une telle clause est nécessaire ou non pour se garantir contre des dommages que peut provoquer un logiciel.
Un critère apprécié de certains ré-utilisateurs de licence est la réponse juridique : les tribunaux reconnaissent-ils comme valide la licence et en appliquent-ils tous les effets comme mentionné dans le texte ? En juillet 2014, aucun cas impliquant la licence WTFPL ne s'est retrouvé devant les tribunaux. Cette situation s'explique par deux facteurs[réf. souhaitée] : d'une part le faible nombre de programmes l'utilisant, d'autre part le fait que les débats juridiques où une licence entre en jeu portent généralement sur la violation d'une clause de la licence, comme l'obligation de diffusion du code source pour la GPL ; or, la WTFPL autorisant tout, il n'est guère possible de violer la licence.

## Texte

### Version 1
```
do What The Fuck you want to Public License

Version 1.0, March 2000

Copyright (C) 2000 Banlu Kemiyatorn (d).

136 Nives 7 Jangwattana 14 Laksi Bangkok

Everyone is permitted to copy and distribute verbatim copies

of this license document, but changing it is not allowed.

Ok, the purpose of this license is simple

and you just

DO WHAT THE FUCK YOU WANT TO.
```

### Version 2
```
           
DO WHAT THE FUCK YOU WANT TO PUBLIC LICENSE

                   
Version 2, December 2004

Copyright (C) 2004 Sam Hocevar <sam@hocevar.net>

Everyone is permitted to copy and distribute verbatim or modified

copies of this license document, and changing it is allowed as long

as the name is changed.

           
DO WHAT THE FUCK YOU WANT TO PUBLIC LICENSE

  
TERMS AND CONDITIONS FOR COPYING, DISTRIBUTION AND MODIFICATION

 
0. You just DO WHAT THE FUCK YOU WANT TO.
```

### Traduction française officielle de la version 2
En mars 2009, la WTFPL version 2 est traduite en français par Samuel Hocevar, sous le nom de Licence Publique Rien À Branler (LPRAB) version 1, par allusion à une fausse pub réalisée par Les Nuls.
```
               LICENCE PUBLIQUE RIEN À BRANLER
                     Version 1, 
mars 2009

Copyright (C) 2009 Sam Hocevar
 14 rue de Plaisance, 75014 Paris, France

La copie et la distribution de copies exactes de cette licence sont
autorisées, et toute modification est permise à condition de changer
le nom de la licence.

        CONDITIONS DE COPIE, DISTRIBUTON
 ET MODIFICATION
              DE LA LICENCE PUBLIQUE RIEN À BRANLER

 0. Faites ce que vous voulez, j’en ai RIEN À BRANLER.
```

## Utilisation
La WTFPL est moins utilisée que d'autres licences open source. Des sites web de publication de code source comme Freecode et CodingTeam.net intègrent une catégorie pour les travaux sous WTFPL. En octobre 2008, Freecode recensait 9 projets (dont 4 par Samuel Hocevar : libcaca, TOIlet, zzuf et Monsterz), et 14 projets en novembre 2009.
L'éditeur en ligne du projet OpenStreetMap, Potlatch, ainsi que son équivalent plus moderne iD, sont publiés sous cette licence,.
Elle a également été utilisée par Google lors d'un poisson d'avril en 2008 : les licences de tous les projets du Summer of Code ont été temporairement remplacées par la WTFPL. Les sources du Martine cover generator ont été publiées sous cette licence.
En 2013, une communication à la suite d'un symposium sur l'Open data en Norvège cite la WTFPL comme licence utilisée par un logiciel météorologique exploitant des données en open data.

## Réception
La terminologie de la licence frappe par son caractère irrévérencieux. Aux États-Unis, le terme « fuck » est dénommé le f-word et n'est pas considéré acceptable dans un langage soutenu, ou dans certains sociolectes, à la portée de jeunes enfants.
Le terme a soulevé des questions ponctuelles, tantôt sur l'opportunité de la licence, comme sur la médiathèque Wikimedia Commons, tantôt sur l'opportunité de l'inclusion du terme en toutes lettres dans l'interface, comme sur le projet Ubuntu.
Les auteurs de la licence avaient prévu ce problème, puisque la FAQ de la licence propose d'appliquer la clause Do the fuck you want à la terminologie à utiliser.
Sam Hocevar répond à ces objections en insistant sur la liberté, son importance, aussi bien pour des travaux artistiques et scientifiques que pour les libertés civiques fondamentales, et en questionnant fermement les priorités de personnes choquées par la « simple existence du mot fuck,. »